# Werner (cràter)
|  | No s'ha de confondre amb Warner (cràter). |

Werner és un prominent cràter d'impacte que es troba a l'accidentada zona sud-central de la Lluna. Està gairebé unit amb el cràter Aliacensis a sud-est. La parella forma una vall accidentat a la zona intermèdia. Just a l'oest de Werner es localitza el distorsionat cràter Regiomontanus, i a nord es troben les restes de Blanchinus. Pertany al perídode eratostenià, que va durar des de fa entre 3200 i 1100 milions d'anys enrere.

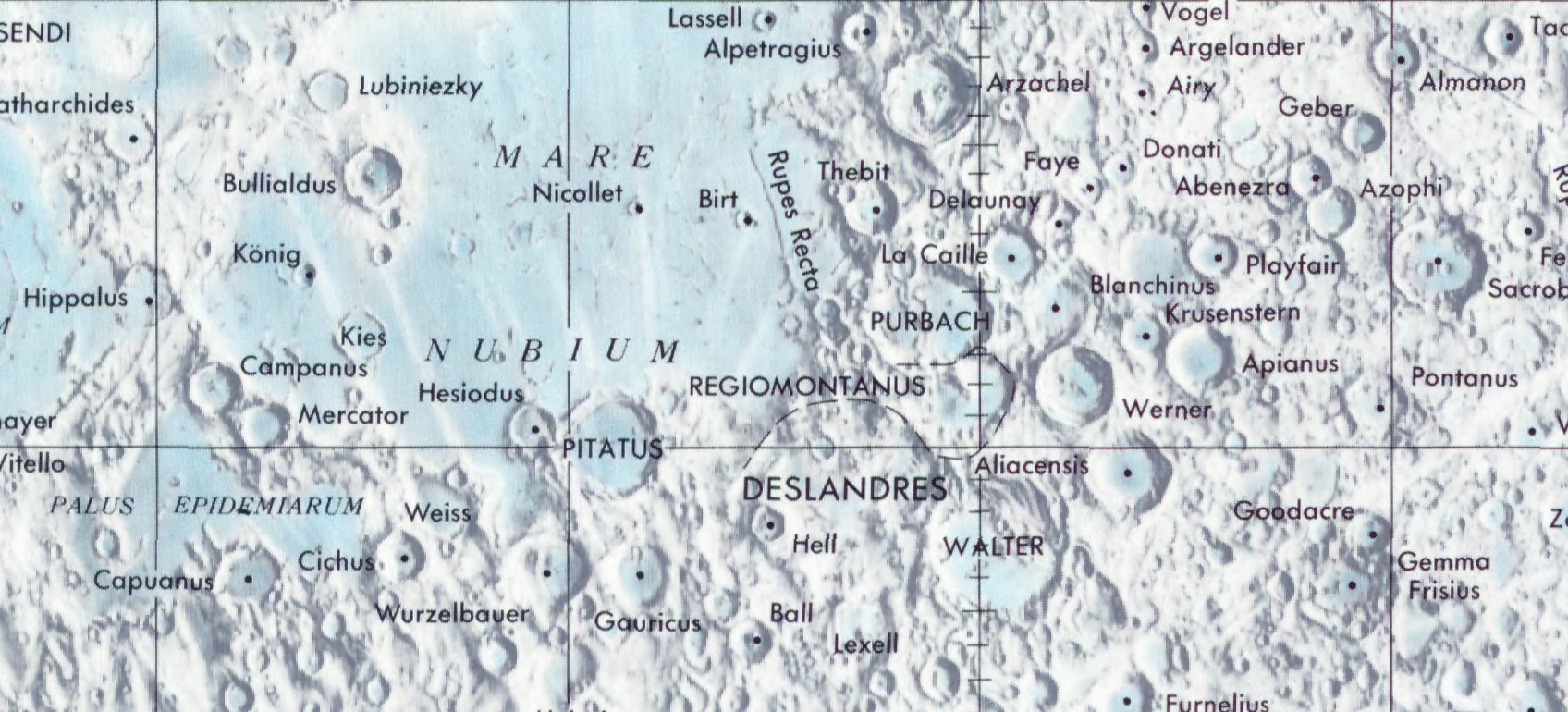
Localització de Werner (centre de la meitat dreta de la imatge)
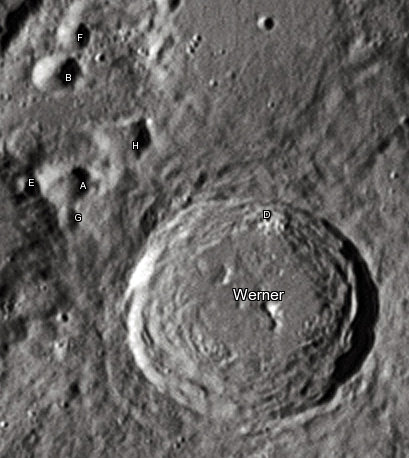
Cràters satèl·lit

La vora de Werner mostra poca aparença de desgast, i és molt més recent i menys erosionat que els altres grans cràters que l'envolten. La paret interior té terrasses, amb una muralla notable a l'exterior. Presenta diverses diverses pujols baixos al sol del cràter i un pic central notable. Les seves parets assoleixen alçades de gairebé 450 metres. El cràter té 70 km de diàmetre, i la diferència d'altura entre la seva vora i les seves parts més profundes és de 4,2 km.

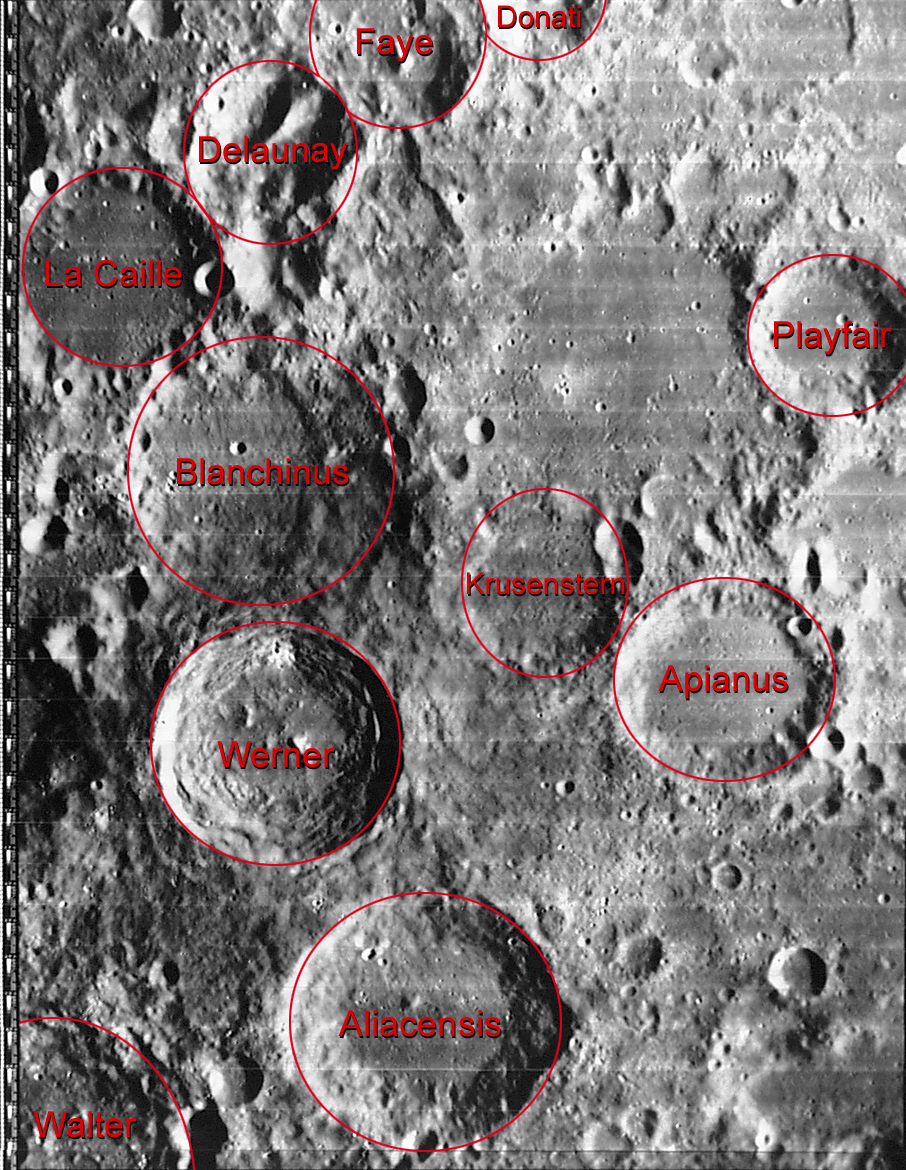
Rodalies de Werner
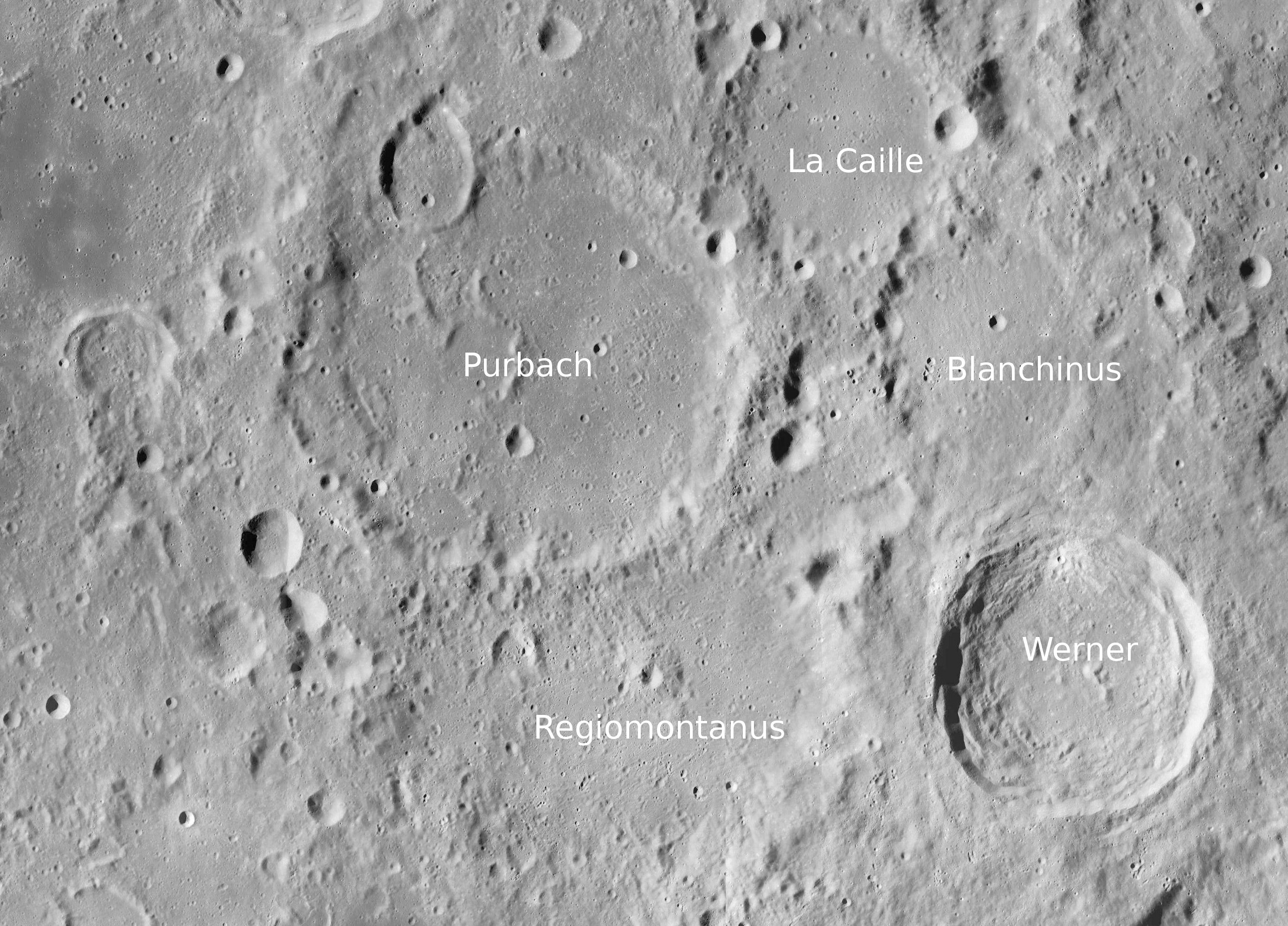
Fotografia de la missió Lunar Reconnaissance Orbiter
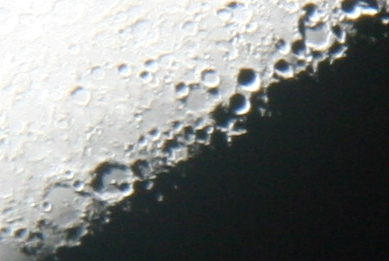
Formació de la X lunar. 30 de gener de 2012

A prop del cràter Werner es produeix un efecte de clarobscur creat pels cràters foscos i les seves vores il·luminades, visible durant diverses hores abans que el primer trimestre formi la X lunar.

## Cràters satèl·lit
Per convenció aquests elements són identificats en els mapes lunars posant la lletra en el costat del punt central del cràter que està més proper a Werner.
| Werner | Coordenades                        | Diàmetre |
| ------ | ---------------------------------- | -------- |
| A      | 27° 12′ S, 1° 06′ E / 27.2°S,1.1°E | 15 km    |
| B      | 26° 12′ S, 0° 42′ E / 26.2°S,0.7°E | 13 km    |
| D      | 27° 06′ S, 3° 12′ E / 27.1°S,3.2°E | 2 km     |
| E      | 27° 24′ S, 0° 48′ E / 27.4°S,0.8°E | 7 km     |
| F      | 25° 48′ S, 0° 48′ E / 25.8°S,0.8°E | 10 km    |
| G      | 27° 36′ S, 1° 18′ E / 27.6°S,1.3°E | 9 km     |
| H      | 26° 36′ S, 1° 30′ E / 26.6°S,1.5°E | 16 km    |